# 浙江柳
浙江柳（学名：Salix chekiangensis）是杨柳科柳属的植物，是中国的特有植物。分布在中国大陆的浙江等地，多生长在水旁，目前尚未由人工引种栽培。